# Hazenstaart
Hazenstaart (Lagurus ovatus) is een eenjarige plant uit de grassenfamilie (Poaceae). De plant komt van oorsprong uit Zuid-Europa.

## Beschrijving
Hazenstaart wordt 10-50 cm hoog. Hazenstaart is heel markant door haar zacht behaarde stengels en bladeren en de ei- tot bolvormige, dicht en wit behaarde bloeipluimen. De soort bloeit in juni en juli. De vrucht is een graanvrucht. Hazenstaart is een therofyt.
Hazenstaart heeft wel wat van weg van Baardgras, maar deze soort is kaal en de bloeipluim is gewoonlijk meer cilindrisch.

## Groeiplaats
Hazenstaart staat op open en zonnige, droge, matig voedselarme tot matig voedselrijke, kalkrijke en vaak brakke zandgrond. De eenjarige pionier groeit in de bermen, op verruigde plekken en braakliggende grond in de zeeduinen, aan de rand van ontziltende hoge kwelders, in wijngaarden en op ruderale plekken, op muren, parkeerplaatsen en tussen bestrating.

## Verspreiding
De plant stamt uit het Middellandse Zeegebied en wordt elders als siergras gekweekt of wordt een enkele keer met graan ingevoerd. Ze is op tal van plaatsen verwilderd en ingeburgerd in West-Europa. De soort is zeer zeldzaam in Nederland, het meest nog in de duinen, en is ingeburgerd tussen 1900 en 1924.

## Gebruik
Als siergras in droogboeketten.